# 토마스 요아너스 스틸티어스
토마스 요아너스 스틸티어스 2세(네덜란드어: Thomas Joannes Stieltjes junior IPA: [ˈtoːmɑs joːˈaːnəs ˈstilcəs ˈjyniɔr], 1856년 12월 29일 ~ 1894년 12월 31일)는 네덜란드의 수학자이다.

## 생애
즈볼러에서 태어났다. 그의 아버지 토마스 스틸티어스 1세는 로테르담 주변 항구 설계사였으며, 네덜란드 의회의 의원을 지냈다.
스틸티어스는 1873년 델프트에 있는 델프트 공과대학교를 다녔으나, 가우스와 야코비의 연구를 읽느라 대학을 졸업하지 못했다. 이후 그는 레이던 대학교의 학장이자 아버지 토마스의 친구였던 헨드리퀴스 헤라르뒤스 판 더 산더 박하위전(Hendricus Gerardus van de Sande Bakhuyzen)를 통해 레이던 천문대에 일자리를 얻을 수 있었다.
1883년 5월 스틸티어스는 엘리자버트 인트벌트(Elizabeth Intveld)와 결혼했다. 같은 해 그는 9월 델프트 대학교의 교수로 초대받아 기하학을 가르치게 되었다.
1884년 그는 친분이 있던 샤를 에르미트 등의 추천으로 레이던 대학교의 명예 박사 학위를 받았다. 1885년 네덜란드 왕립 과학원의 명예 회원이 되었고, 1889년 툴루즈 대학교의 미적분학 교수가 되었다.
1894년 툴루즈에서 사망하였다.

## 업적
스틸티어스는 당대의 해석학과 연분수 이론, 정수론에 큰 공헌을 하였다.

## 같이 보기
- 스틸티어스 변환